# Puchar Wysp Owczych w piłce siatkowej mężczyzn (2023)
Puchar Wysp Owczych w piłce siatkowej mężczyzn 2023 (far. Steypakappingar í flogbólti menn 2023) – 24. edycja siatkarskiego Pucharu Wysp Owczych zorganizowana przez Związek Piłki Siatkowej Wysp Owczych (Flogbóltssamband Føroya, FBF). Zainaugurowana została 7 stycznia 2023 roku.
W Pucharze Wysp Owczych 2023 uczestniczyło pięć drużyn. Rozgrywki składały się z fazy grupowej, półfinałów i finału. W fazie grupowej drużyny rozegrały między sobą po jednym spotkaniu. Cztery najlepsze zespoły awansowały do półfinałów. Pierwszą parę półfinałową utworzyli zwycięzca fazy grupowej z drużyną, która zajęła 4. miejsce w grupie, drugą natomiast dwa pozostałe zespoły.
Finał odbył się 4 marca 2023 roku w Stórhøllin á Hálsi w Thorshavn. Po raz siódmy Puchar Wysp Owczych zdobył klub Mjølnir, który w finale pokonał SÍ. Najlepszymi zawodnikami finału wybrani zostali Thorvald Danielsen z zespołu Mjølnir oraz Bjarni Joensen z SÍ.

## Drużyny uczestniczące
| Føroya Tele-deildin (5 drużyn) | Føroya Tele-deildin (5 drużyn) |
| ------------------------------ | ------------------------------ |
| Fleyr                          | półfinał                       |
| ÍF                             | półfinał                       |
| Mjølnir                        | zwycięstwo                     |
| SÍ                             | finał                          |
| Ternan                         | faza grupowa                   |

## Rozgrywki

### Faza grupowa

#### Tabela
| Lp. | Drużyna | Pkt | Mecze | Mecze   | Mecze   | Sety | Sety | Sety | Małe punkty | Małe punkty | Małe punkty |
| Lp. | Drużyna | Pkt | M     | W (3:2) | P (2:3) | wyg. | prz. | +/-  | zdob.       | str.        | +/-         |
| --- | ------- | --- | ----- | ------- | ------- | ---- | ---- | ---- | ----------- | ----------- | ----------- |
| 1.  | ÍF      | 10  | 4     | 3 (0)   | 1 (1)   | 11   | 4    | +7   | 355         | 238         | +117        |
| 2.  | SÍ      | 8   | 4     | 3 (1)   | 1 (0)   | 9    | 6    | +3   | 338         | 306         | +32         |
| 3.  | Fleyr   | 6   | 4     | 2 (0)   | 2 (0)   | 8    | 7    | +1   | 325         | 322         | +3          |
| 4.  | Mjølnir | 3   | 4     | 1 (0)   | 3 (0)   | 4    | 9    | –5   | 171         | 314         | –143        |
| 5.  | Ternan  | 3   | 4     | 1 (0)   | 3 (0)   | 3    | 9    | –6   | 216         | 225         | –9          |

Źródło: FBF
Zasady ustalania kolejności: 1. liczba zdobytych punktów; 2. bilans setów; 3. bilans małych punktów.
Punktacja: 3:0 i 3:1 - 3 pkt; 3:2 - 2 pkt; 2:3 - 1 pkt; 1:3 i 0:3 - 0 pkt
     awans do półfinału

#### Wyniki spotkań
| 07.01.2023 13:00 (UTC±0) | Fleyr | 3:0 (25:15, 25:15, 25:13) | Ternan | Stórhøllin á Hálsi, Thorshavn |

| 08.01.2023 15:00 (UTC±0) | ÍF | 2:3 (25:15, 23:25, 25:19, 22:25, 14:16) | SÍ | Fuglafjarðar skúli, Fuglafjørður |

| 11.01.2023 19:00 (UTC±0) | Mjølnir | 0:3 (0:25, 0:25, 0:25) | ÍF | Badmintonhøllin, Klaksvík |

| 12.01.2023 19:00 (UTC±0) | SÍ | 3:1 (25:16, 25:11, 17:25, 25:23) | Fleyr | Sørvágs skúli, Sørvágur |

| 15.01.2023 13:00 (UTC±0) | Ternan | 3:0 (25:0, 25:0, 25:0) | Mjølnir | Tofta skúli, Toftir |

| 17.01.2023 19:00 (UTC±0) | Fleyr | 3:1 (18:25, 25:22, 25:23, 25:21) | Mjølnir | Stórhøllin á Hálsi, Thorshavn |

| 19.01.2023 19:00 (UTC±0) | SÍ | 3:0 (25:13, 25:19, 25:10) | Ternan | Sørvágs skúli, Sørvágur |

| 21.01.2023 15:00 (UTC±0) | Mjølnir | 3:0 (25:20, 28:26, 27:25) | SÍ | Badmintonhøllin, Klaksvík |

| 22.01.2023 16:00 (UTC±0) | Ternan | 0:3 (16:25, 23:25, 17:25) | ÍF | Tofta skúli, Toftir |

| 25.01.2023 19:00 (UTC±0) | ÍF | 3:1 (21:25, 25:21, 25:21, 25:15) | Fleyr | Fuglafjarðar skúli, Fuglafjørður |

### Półfinały
| 18.02.2023 17:00 (UTC±0) | SÍ | 3:2 (25:22, 23:25, 20:25, 25:23, 15:12) | Fleyr | Badmintonhøllin, Klaksvík |

| 18.02.2023 19:00 (UTC±0) | ÍF | 2:3 (26:24, 25:21, 15:25, 22:25, 9:15) | Mjølnir | Badmintonhøllin, Klaksvík |

### Finał
| 04.03.2023 19:00 (UTC±0) | SÍ | 1:3 (25:19, 19:25, 21:25, 20:25) | Mjølnir | Stórhøllin á Hálsi, Thorshavn |